# 麻布十番站
麻布十番站（日语：／ Azabu-jūban eki */?）是位於日本東京都港區麻布十番，屬於東京地下鐵、東京都交通局（都營地下鐵）的鐵路車站。
此站有東京地下鐵的南北線與都營地下鐵的大江戶線停靠，是轉乘站。南北線的車站編號是N 04、大江戶線是E 22。

## 历史
- 2000年（平成12年）
  - 9月26日：帝都高速度交通營團（營團地下鐵）南北線目黑－溜池山王段開業（全線開業）。同日南北線站區開業[1]。
  - 12月12日：東京都交通局（都營地下鐵）大江戶線環狀段（國立競技場－清澄白河－都廳前）全線開業。同日大江戶線站區開業，成為換乘站[2]。
- 2004年（平成16年）
  - 4月1日：營團地下鐵民營化，南北線站區由東京地下鐵接手經營。
  - 10月9日：颱風馬鞍在日本關東地方登陸，暴雨期間部分雨水湧進車站，令南北線月台淹水。
- 2015年（平成27年） 
  - 3月11日：南北線更換發車音樂[3]。

## 車站構造

### 東京地下鐵
本站是島式月台1面2線的地下車站。檢票口位於地下1樓，月台位於地下3樓。

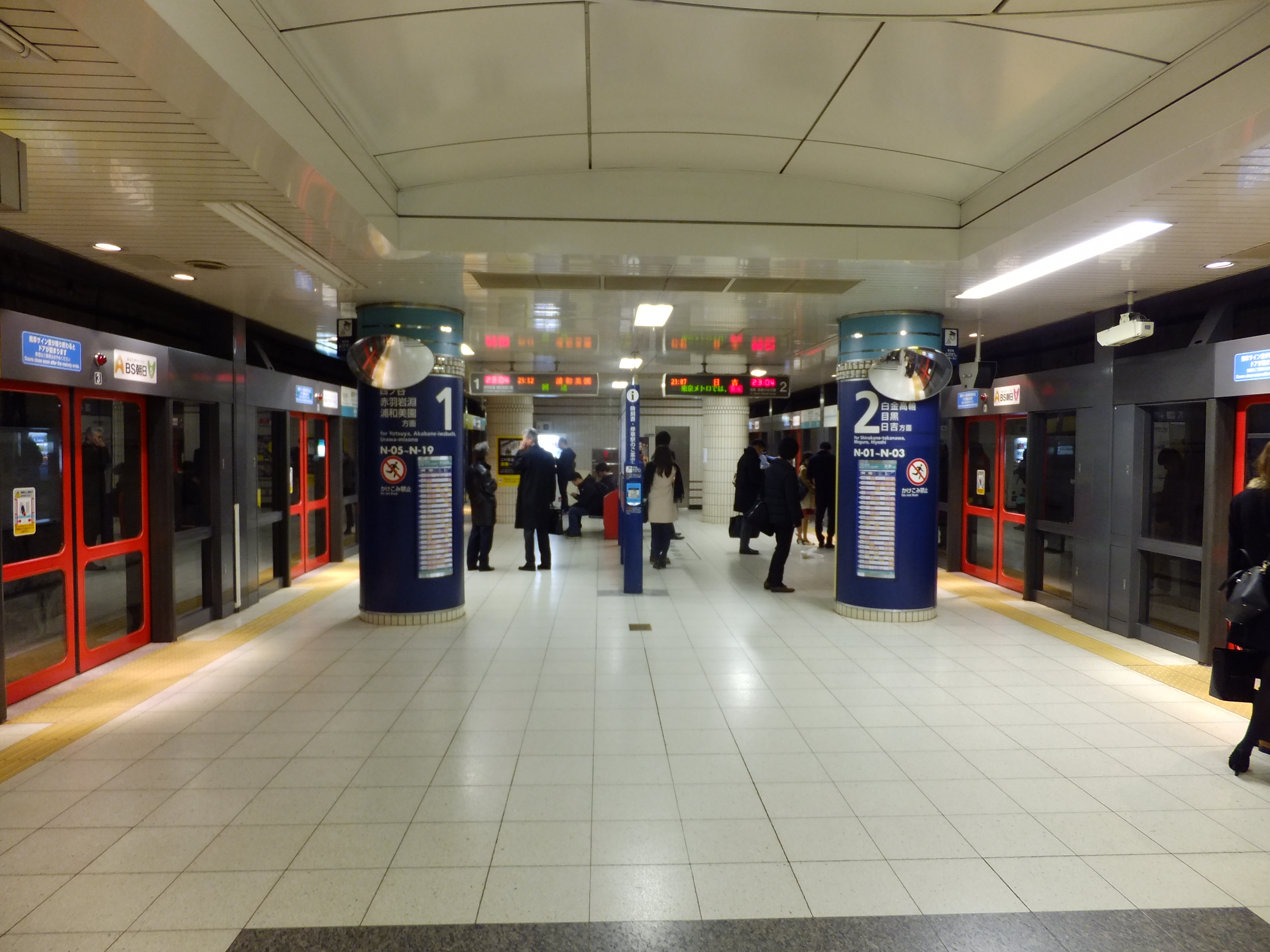
1號與2號月臺（2014年12月）

#### 月台配置
| 月台 | 路線   | 目的地                       | 備註                                                 |
| ---- | ------ | ---------------------------- | ---------------------------------------------------- |
| 1    | 南北線 | 四谷、赤羽岩淵、浦和美園方向 | 赤羽岩淵站直通 埼玉高速鐵道線 （往浦和美園方向列車） |
| 2    | 南北線 | 白金高輪、目黑、日吉方向     | 目黑站直通 東急目黑線                                |

（來源：東京地下鐵:構內圖 （页面存档备份，存于））
白金高輪側的A線（赤羽岩淵方向）、B線（目黑方向）間有能收容車輛的留置線，供夜間留置使用。
2006年9月25日改點起，平日早晨尖峰時刻有一班浦和美園至本站的列車（之後增加一班王子神谷發車班次）進行折返運轉。通常南北線列車折返會使用白金高輪站白金台側的拖上線，但因該時段已由都營三田線列車使用，無法提供本線列車進行折返。另外，埼玉2002體育場舉行賽事而運行的本站起迄臨時列車也利用本站留置線折返。

#### 車站設備
商店（METRO'S）位於剪票口外剪票口內右側為站務室。廁所在剪票口內左側（赤羽岩淵側）。
剪票口外有新生銀行ATM。
地面 - 地下1樓剪票口外有2座電梯（其中六本木一丁目側電梯與都營大江戶線共用），地下1樓 - 地下3樓間也設有1座電梯。地面各出口 - 地下1樓、剪票口內地下1樓 - 地下3樓間分別設有電扶梯。
自動售票機旁有投幣式置物櫃。

### 東京都交通局
島式月台1面2線的地下車站。剪票口位於地下4樓、月台位於地下6樓。

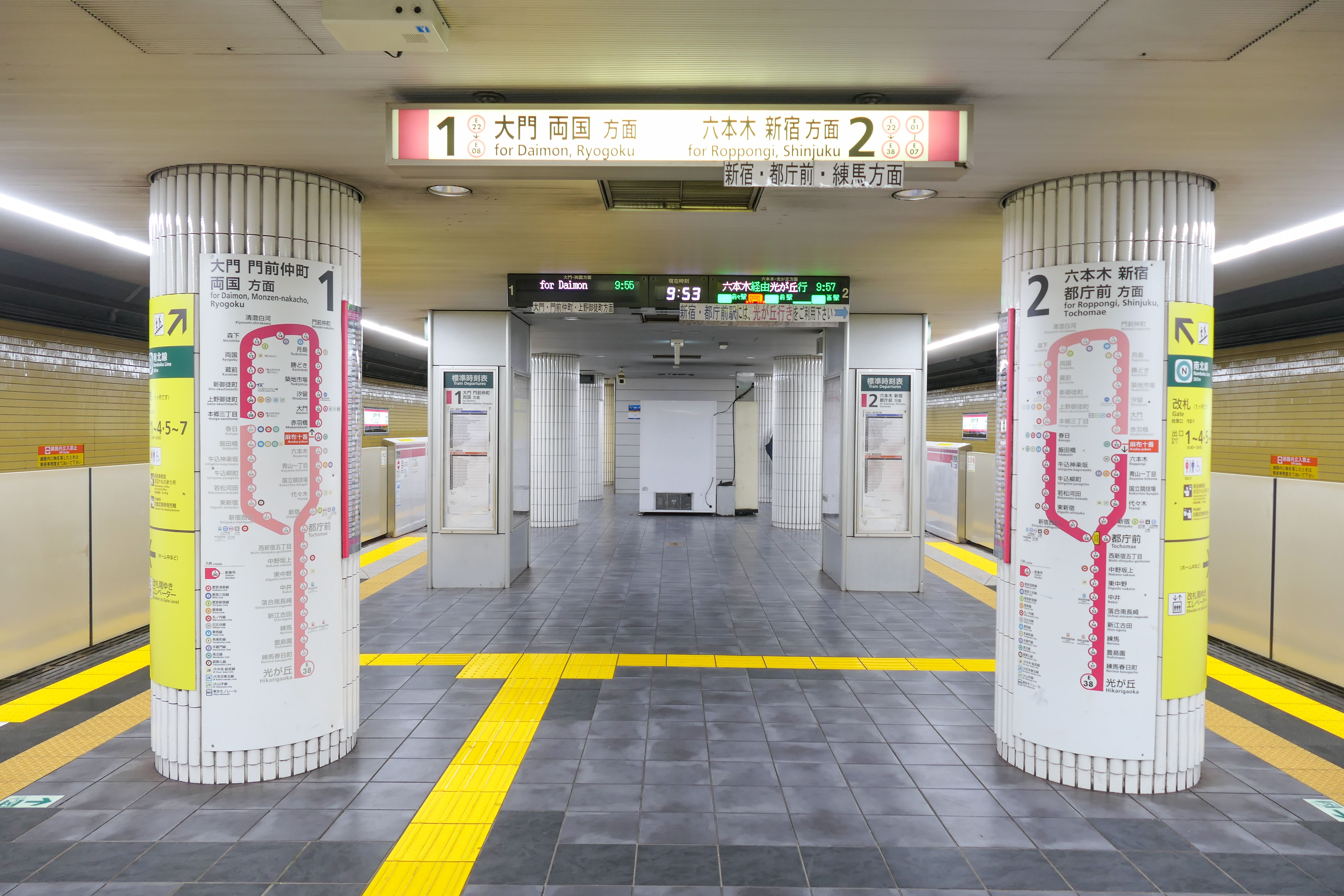
1號與2號月台（2022年11月）

#### 月台配置
| 月台 | 路線     | 目的地                   |
| ---- | -------- | ------------------------ |
| 1    | 大江戶線 | 大門、門前仲町、兩國方向 |
| 2    | 大江戶線 | 六本木、新宿、都廳前方向 |

（來源：都營地下鐵:車站構內圖 （页面存档备份，存于））

#### 車站設備
商店、廁所都位於剪票口外。
地面 - 地下1樓間與地下1樓 - 地下4樓、地下4樓 - 地下6樓各有1座電梯。地面各出口 - 地下4樓間、地下4樓 - 地下6樓間、地下4樓 - 地下5樓間、地下5樓 - 地下6樓間分別設有電扶梯。

## 利用狀況
- 東京地下鐵 - 2017年度1日平均上下車人次為49,467人[使用人數 1]。
東京地下鐵全部130個車站當中排名第80位。
- 都營地下鐵 - 2017年度1日平均上下車人次為38,261人（上車人次19,283人，下車人次18,978人）[使用人數 2]。

開業以來日平均上下車人次如下表。
| 年度               | 營團／東京地下鐵   | 營團／東京地下鐵 | 都營地下鐵         | 都營地下鐵 |
| 年度               | 1日平均 上下車人次 | 增長率           | 1日平均 上下車人次 | 增長率     |
| ------------------ | ------------------ | ---------------- | ------------------ | ---------- |
| 2003年（平成15年） | 33,911             | 9.0%             | 29,082             | 13.4%      |
| 2004年（平成16年） | 35,601             | 5.0%             | 29,171             | 0.3%       |
| 2005年（平成17年） | 36,784             | 3.3%             | 30,097             | 3.2%       |
| 2006年（平成18年） | 38,174             | 3.8%             | 31,517             | 4.7%       |
| 2007年（平成19年） | 40,131             | 5.1%             | 33,423             | 6.0%       |
| 2008年（平成20年） | 40,898             | 1.9%             | 33,514             | 0.3%       |
| 2009年（平成21年） | 41,557             | 1.6%             | 33,661             | 0.4%       |
| 2010年（平成22年） | 41,717             | 0.4%             | 33,927             | 0.8%       |
| 2011年（平成23年） | 41,257             | −1.1%            | 32,868             | −3.1%      |
| 2012年（平成24年） | 42,971             | 4.2%             | 34,076             | 3.7%       |
| 2013年（平成25年） | 44,831             | 4.3%             | 35,291             | 3.6%       |
| 2014年（平成26年） | 45,928             | 2.4%             | 36,323             | 2.9%       |
| 2015年（平成27年） | 46,586             | 1.4%             | 36,970             | 1.8%       |
| 2016年（平成28年） | 47,376             | 1.7%             | 37,695             | 2.0%       |
| 2017年（平成29年） | 49,467             | 4.4%             | 38,261             | 1.5%       |

開業以來1日平均上車人次如下表。
| 年度               | 營團／東京地下鐵 | 都營地下鐵 | 來源              |
| ------------------ | ---------------- | ---------- | ----------------- |
| 2000年（平成12年） | 12,930           | 9,909      | [ 東京都統計 1 ]  |
| 2001年（平成13年） | 14,827           | 11,915     | [ 東京都統計 2 ]  |
| 2002年（平成14年） | 15,729           | 13,260     | [ 東京都統計 3 ]  |
| 2003年（平成15年） | 17,224           | 14,880     | [ 東京都統計 4 ]  |
| 2004年（平成16年） | 17,827           | 14,860     | [ 東京都統計 5 ]  |
| 2005年（平成17年） | 18,496           | 15,233     | [ 東京都統計 6 ]  |
| 2006年（平成18年） | 19,288           | 15,945     | [ 東京都統計 7 ]  |
| 2007年（平成19年） | 20,322           | 16,839     | [ 東京都統計 8 ]  |
| 2008年（平成20年） | 20,575           | 16,910     | [ 東京都統計 9 ]  |
| 2009年（平成21年） | 20,948           | 17,002     | [ 東京都統計 10 ] |
| 2010年（平成22年） | 21,016           | 17,104     | [ 東京都統計 11 ] |
| 2011年（平成23年） | 20,751           | 16,601     | [ 東京都統計 12 ] |
| 2012年（平成24年） | 21,489           | 17,216     | [ 東京都統計 13 ] |
| 2013年（平成25年） | 22,466           | 17,854     | [ 東京都統計 14 ] |
| 2014年（平成26年） | 22,994           | 18,308     | [ 東京都統計 15 ] |
| 2015年（平成27年） | 23,325           | 18,624     | [ 東京都統計 16 ] |
| 2016年（平成28年） | 23,732           | 19,008     | [ 東京都統計 17 ] |
| 2017年（平成29年） |                  | 19,283     |                   |

## 車站周邊
- 麻布十番商店街
- 一之橋公園（日语：一の橋公園）
- 十番稻荷神社
- 麻布山善福寺（日语：麻布山善福寺）
- 東京都立六本木高等學校（日语：東京都立六本木高等学校）
- 東洋英和女學院中學部、高等部（日语：東洋英和女学院中学部・高等部） - 2009年1月起加入都營大江戶線到站廣播後的設施介紹。
- 東京法務局東京法務局（日语：東京法務局東京法務局）港出張所
- 港區立圖書館麻布圖書服務中心
- 港區麻布福祉會館
- 港区南麻布福祉會館
- 麻布十番郵便局
- 澳洲駐日大使館
- 新加坡駐日大使館
- 斯洛伐克駐日大使館
- 阿根廷駐日大使館
- 澳洲駐日大使館
- 韓國駐日大使館
- 在日本大韓民國民團本部
- 港區立六本木中學校（日语：港区立六本木中学校）
- 象印東京支社
- DHC - 列於都營大江戶線站名標下部設施導覽看板上。
- Zepp Blue Theater六本木（日语：Zeppブルーシアター六本木）
- 元麻布之丘（日语：元麻布ヒルズ）
- 六本木之丘
  - 六本木櫸坂

### 巴士路線
最近的巴士站是環狀3號線與都道415號線交差點與3 - 5號出入口附近的麻布十番站（一之橋）、7號出入口附近的麻布十番、麻布十番公共停車場前、1號出入口附近的麻布十番二丁目。以下路線由東京都交通局與FUJIEXPRESS運行。

### 麻布十番站
- 都營巴士
  - 都06：往澀谷站／經金杉橋往新橋站
  - 橋86：往目黑站／經神谷町站往新橋站行、往東京鐵塔
  - 反94：經高輪台站往五反田站／往赤羽橋站 ※早晚運行
  - 反96：往六本木之丘／經品川站往五反田站、往品川車庫
- chiibus（日语：ちぃばす）（FUJIEXPRESS）
  - 田町線：往六本木之丘
  - 麻布西線：六本木櫸坂方向／廣尾站方向

### 麻布十番
- chiibus（FUJIEXPRESS）
  - 田町線：往六本木之丘
  - 麻布西線：六本木櫸坂方向

### 麻布十番公共停車場前
- chiibus（FUJIEXPRESS）
  - 田町線：往田町站東口

### 麻布十番二丁目
- chiibus（FUJIEXPRESS）
  - 麻布西線：六本木櫸坂方向

## 相鄰車站
東京地下鐵
 南北線
白金高輪（N 03）－麻布十番（N 04）－六本木一丁目（N 05）
 都營地下鐵
 大江戶線
赤羽橋（E 21）－麻布十番（E 22）－六本木（E 23）

### 備註
1. ↑  南北線と共用。このエレベーターは出口直結のビル「ジュールA」に直通する。

### 利用狀況來源
地下鐵1日平均使用人數
1. ↑  各駅の乗降人員ランキング （页面存档备份，存于） - 東京メトロ
2. ↑  各駅乗降人員一覧 （页面存档备份，存于） - 東京都交通局

地下鐵統計資料
1. ↑  .   [2017-05-07]. （原始内容存档于2017-07-31）.
2. ↑  .   [2017-05-07]. （原始内容存档于2016-04-01）.
3. ↑  行政資料集 （页面存档备份，存于） - 港区

東京都統計年鑑
1. ↑  .   [2017-05-07]. （原始内容存档于2016-03-04）.
2. ↑  .   [2017-05-07]. （原始内容存档于2016-03-04）.
3. ↑  .   [2017-05-07]. （原始内容存档于2017-07-29）.
4. ↑  .   [2017-05-07]. （原始内容存档于2017-07-29）.
5. ↑  .   [2017-05-07]. （原始内容存档于2017-07-29）.
6. ↑  .   [2017-05-07]. （原始内容存档于2017-07-29）.
7. ↑  .   [2017-05-07]. （原始内容存档于2017-07-29）.
8. ↑  .   [2017-05-07]. （原始内容存档于2017-07-29）.
9. ↑  .   [2017-05-07]. （原始内容存档于2017-07-29）.
10. ↑  .   [2017-05-07]. （原始内容存档于2016-03-26）.
11. ↑  .   [2017-05-07]. （原始内容存档于2016-03-27）.
12. ↑  .   [2017-05-07]. （原始内容存档于2016-03-25）.
13. ↑  東京都統計年鑑（平成24年）[]
14. ↑  .   [2017-05-07]. （原始内容存档于2016-03-22）.
15. ↑  .   [2017-05-07]. （原始内容存档于2017-07-30）.
16. ↑  .   [2019-01-18]. （原始内容存档于2018-11-09）.
17. ↑  .   [2019-01-18]. （原始内容存档于2019-05-02）.

## 外部連結
- 麻布十番/N04 | 路線・車站資訊 | 東京地下鐵
- 麻布十番 - 東京都交通局